# Athlītikī Enōsī Larisas 1964 2018-2019
Questa voce raccoglie le informazioni riguardanti l'Athlītikī Enōsī Larisas 1964 nelle competizioni ufficiali della stagione 2018-2019.

## Rosa
Aggiornata al 15 gennaio 2019.
| N. |                                 | Ruolo | Calciatore                |
| -- | ------------------------------- | ----- | ------------------------- |
| 1  | Islanda (bandiera)              | P     | Ögmundur Kristinsson      |
| 2  | Grecia (bandiera)               | D     | Theodoros Tripotseris     |
| 6  | Grecia (bandiera)               | C     | Panagiōtīs Ballas         |
| 7  | Grecia (bandiera)               | C     | Kenan Bargan              |
| 8  | Serbia (bandiera)               | C     | Radomir Milosavljević     |
| 9  | Bosnia ed Erzegovina (bandiera) | A     | Petar Kunić               |
| 10 | Spagna (bandiera)               | C     | Piti                      |
| 11 | Serbia (bandiera)               | C     | Miloš Deletić             |
| 12 | Croazia (bandiera)              | P     | Panagiotis Paiteris       |
| 13 | Macedonia del Nord (bandiera)   | C     | Nikola Jakimovski         |
| 14 | Grecia (bandiera)               | D     | Nikolaos Golias           |
| 16 | Croazia (bandiera)              | D     | Nikola Žižić              |
| 17 | Bielorussia (bandiera)          | A     | Jaŭhen Šykaŭka            |
| 18 | Grecia (bandiera)               | D     | Vaggelīs Moras (capitano) |
| 19 | Brasile (bandiera)              | C     | Leozinho                  |
| 20 | Grecia (bandiera)               | D     | Nikolaos Karanikas        |

| N. |                                 | Ruolo | Calciatore           |
| -- | ------------------------------- | ----- | -------------------- |
| 21 | Spagna (bandiera)               | C     | Noé Acosta           |
| 23 | Bulgaria (bandiera)             | D     | Hristofor Hubchev    |
| 24 | Grecia (bandiera)               | C     | Evangelos Nousios    |
| 25 | Grecia (bandiera)               | D     | Manōlīs Mpertos      |
| 27 | Grecia (bandiera)               | C     | Paschalis Kassos     |
| 31 | Bosnia ed Erzegovina (bandiera) | C     | Adnan Sečerović      |
| 33 | Slovenia (bandiera)             | A     | Marko Nunić          |
| 39 | Serbia (bandiera)               | D     | Aleksandar Gojković  |
| 55 | Grecia (bandiera)               | D     | Christos Gromitsaris |
| 64 | Albania (bandiera)              | C     | Fatjon Andoni        |
| 77 | Kosovo (bandiera)               | C     | Suad Sahiti          |
| 88 | Albania (bandiera)              | C     | Gertin Hoxhalli      |
| 99 | Grecia (bandiera)               | P     | Nestoras Gekas       |
|    | Serbia (bandiera)               | D     | Stefan Živković      |
|    | Macedonia del Nord (bandiera)   | P     | Davor Taleski        |